# Enicospilus maai
Enicospilus maai là một loài tò vò trong họ Ichneumonidae.